# Синьцзян жибао
«Синьцзян жибао» (кит. упр. 新疆日报, пиньинь Xīnjiāng Rìbào, уйг. شىنجاڭ گېزىتى‎, каз. شينجياڭ گازهتى) — главная газета Синьцзян-Уйгурского автономного района (КНР). Орган Коммунистической партии Китая. Выходит ежедневно тиражом 124 тыс. экземпляров. Издаётся на китайском, уйгурском, казахском и монгольском языках. Редакция располагается в Урумчи. С 2004 года газета имеет онлайн версию.
Газета возникла в октябре 1915 года под названием «Синьцзян гунбао» (新疆公报). В 1918 году была переименована в «Тянь-Шань бао» (天山报), в 1929 году стала называться «Тянь-Шань жибао» (天山日报), а в ноябре 1935 года получила своё нынешнее название. В 1949 году газета стала печатным органом Коммунистической партии Китая. В 1950 году начали выходить уйгурская и монгольская версии газеты.